# Абрамовський Григорій Іванович
Григо́рій Іва́нович Абрамо́вський (нар. ? — пом. ?) — український співак XVII століття.

## Життєпис
Рік народження невідомий.
Навчався у Києво-Могилянській колегії, де здобув і музичну освіту. Був солістом капели цієї колегії.
У 1652 році — відряджений до Москви, де співав у Хорі государевих півчих дяків при дворі царя Федора Олексійовича.
Рік і обставини смерті невідомі.